# تونه، ایباراکی
تونه، ایباراکی (به لاتین: Tone, Ibaraki) یک منطقهٔ مسکونی در ژاپن است که در استان ایباراکی واقع شده‌است. تونه ۲۴٫۹۰ کیلومترمربع مساحت و ۱۶٬۵۴۷ نفر جمعیت دارد.